# Neustadt an der Orla
Neustadt an der Orla è una città della Turingia, in Germania.
Appartiene al circondario della Saale-Orla (targa SOK).
Svolge il ruolo di "comune amministratore" (Erfüllende Gemeinde) nei confronti del comune di Kospoda.

## Storia
Il 1º gennaio 2019 venne aggregato alla città di Neustadt an der Orla il comune di Stanau.
Il 31 dicembre 2019 vennero aggregati alla città di Neustadt an der Orla i comuni di Dreba, Knau e Linda bei Neustadt an der Orla.

## Geografia fisica
È attraversato dal fiume Orla, affluente della Saale.

## Amministrazione

### Gemellaggi
Neustadt è gemellata con:
- Biedenkopf, dal 1991[4]
- Laupheim, dal 1993[5]
- Wepion, dal 1999[6]
- Oostduinkerke, dal 1999[7]
- La Charité-sur-Loire, dal 2001[8]

Neustadt an der Orla è altresì membro del gemellaggio internazionale "Neustadt in Europa", che riunisce 36 città e comuni che portano nel nome la dicitura Neustadt ("città nuova").